# 臭屁嬰仔
臭屁嬰仔（英語：Cocky Boyz），是發源於臺灣宜蘭的台語嘻哈音樂團體，該團體現由立勝、屁辰與歐吉虎等共同組成。
2016年，他們於YouTube發表同名單曲《臭屁嬰仔》，該作品隨後在臺灣等地之閩南語文化圈引起廣大關注。 該作品也是2010年代台語嘻哈音樂的先驅之一。
此外，該團體的發源與玖壹壹關係密切。

## 音樂作品

### 專輯
- 2019年《暗號》
- 2022年《街仔路》